# Helmuth von Moltke el Jove
Helmuth Johann Ludwig von Moltke (Gersdorf, Gran Ducat de Mecklenburg-Schwerin, 25 de maig de 1848 – Berlín, 18 de juny de 1916), també conegut com a Moltke der Jüngere (Moltke el Jove) va ser cap d'estat major alemany des de 1906 fins a 1914. Era nebot del mariscal de camp Helmuth Karl, comte de Moltke (Moltke el Vell). El paper de Moltke el Jove en el desenvolupament dels plans de guerra alemany i la iniciativa de la Primera Guerra Mundial és extremadament controvertit.
Helmuth von Moltke va néixer al Gran Ducat de Mecklenburg-Schwerin i rebé el nom del seu oncle, Helmuth Karl Bernhard von Moltke, futur mariscal de camp i heroi de la Guerra de la Unificació. Durant la Guerra francoprussiana Moltke va servir al Regiment de Granaders 7, i va ser citat per la seva valentia. Va assistir a l'Acadèmia de Guerra entre 1875 i 1878 i es va incorporar a l'Estat Major General a 1880. El 1882 va esdevenir ajudant personal del seu oncle, el llavors cap de l'Estat Major General. En aquesta funció va conèixer Guillem II de Prússia, el futur emperador que servia sota l'oncle al Regiment de la 1a Guarda a peu i es van crear lligams d'amistat entre ambdós. El 1891, a la mort de l'oncle Guillem II el va nomenar ajudant de camp en funcions. Així va entrar en el cercle íntim de l'Emperador. Va ser promogut a tinent general el 1902.
El 1904 Moltke esdevingué Intendent General, a efectes pràctics, cap adjunt de l'Estat Major General. El 1906, va ser promogut quan Schlieffen es va jubilar. El seu nomenament va ser polèmic aleshores i continua sent-ho avui. Els altres candidats probables per al càrrec van ser Hans Hartwig von Beseler, Karl von Bülow, i Colmar Freiherr von der Goltz. Els crítics sostenen que Moltke va guanyar la posició gràcies a la força del seu nom i a la seva amistat amb el Kàiser. Certament Moltke estava molt més a prop del Kàiser que els altres candidats. Els historiadors sostenen, però, que Beseler era massa proper a Schlieffen per succeir-lo, mentre que Bülow i Goltz eren massa independents perquè Wilhelm els acceptés. De fet, l'amistat de Moltke amb el Kàiser li va permetre una latitud que altres no podrien haver obtingut. Cal assenyalar que Goltz, almenys, no veia res dolent amb el rendiment de Moltke com a cap.
Durant la Campanya de Marne de 1914, com a conseqüència d'un enfrontament amb el Kaiser molt poc abans de l'inici de la guerra, Moltke va ser succeït per Erich von Falkenhayn.
Es tracta d'una qüestió de debat si el "fracàs" de la Campanya de Marne es pot posar en mans de Moltke. Un nombre d'historiadors, en particular, Zuber i S.L.A. Marshall, sostenen que el fracàs del Primer Exèrcit d'Alexander von Kluck per mantenir la posició amb el Segon Exèrcit de Karl von Bülow, creant així una bretxa a prop de París, que va ser aprofitada pels francesos, és una causa més directa que qualsevol debilitat de planificació per part de Moltke. L'Escola de Schlieffen no hi està d'acord, i argumenta que Moltke va perdre el control dels exèrcits invasors el mes d'agost i, per tant, no va poder reaccionar quan la primera batalla del Marne es va desenvolupar el setembre. Mentre Moltke havia perdut el contacte efectiu amb els seus comandants de camp, la doctrina operacional alemanya havia insistit sempre en la iniciativa personal per part dels oficials subalterns, més que en altres exèrcits. Altres historiadors argumenten que la multitud d'opcions estratègiques que Moltke enfrontà, i el perill de la invasió russa de la sentència Prússia Oriental cegaren Moltke.
La salut de Moltke va seguir deteriorant-se i va morir a Berlín el 18 juny 1916 durant el funeral del mariscal von der Goltz.